# Deep-sky-objekt

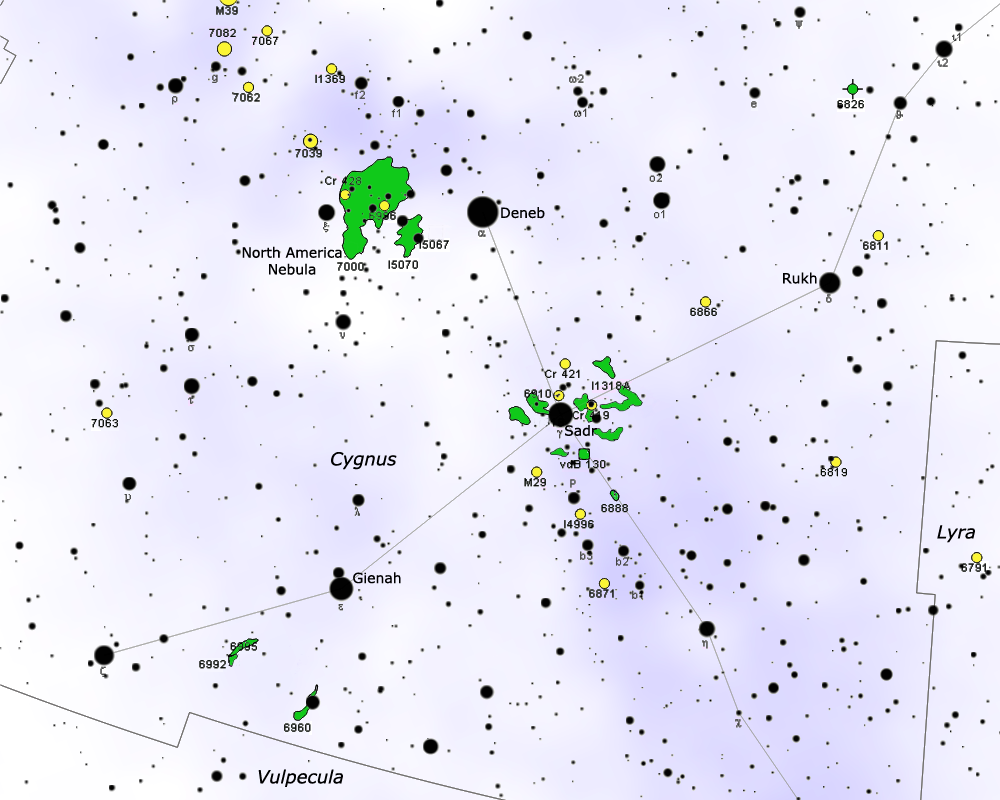
Stjärnkarta över Svanen med markeringar av de ljusaste deep-sky-objekten

Deep-Sky-objekt, djuprymdsobjekt, kort även Deep Sky [IPA: diːp ska͡ı], eller djuprymd är en amatörastronomisk samlingsterm för objekt som på 1700-talen och 1800-talen kallades "nebulosor", nämligen:
- galaxer,
- stjärnhopar, och
- äkta nebulosor – gas eller stoftmoln i rymden.